# Charles d'Orléans (1820-1828)
Pour les articles homonymes, voir Charles d'Orléans.
Charles Ferdinand Louis-Philippe Emmanuel d'Orléans, né à Paris le 1er janvier 1820 et mort à Neuilly-sur-Seine le 25 juillet 1828, prince du sang et duc de Penthièvre. Il est membre de la maison capétienne d’Orléans.
Charles d’Orléans est le huitième enfant du roi des Français Louis-Philippe Ier et de Marie-Amélie.
Titre
Duc de Penthièvre
1er janvier 1820 – 25 juillet 1828
(8 ans, 6 mois et 24 jours)

## Biographie
Charles naît au Palais Royal, à Paris le 1er janvier 1820. Il était surnommé Pimpin par sa famille.
Charles est le quatrième des six fils du roi Louis-Philippe 1er et de sa femme, la reine Marie-Amélie, derrière : Ferdinand-Philippe (né en 1810), Louis (né en 1814), et François (né en 1818). Il a également deux frères cadets : Henri (né en 1822) et Antoine (né en 1824). Né avant terme, il reste un enfant fragile. Charles est soigné par le domestique Joseph Uginet, très apprécié du prince.
Charles meurt au château de Neuilly le 25 juillet 1828. Joseph Uginet décrit la mort de l'enfant en ces mots :"Pimpin meurt d'horribles spasmes, le 25 juillet 1828". Charles est finalement mort de la tuberculose à l’âge de huit ans, après une année de souffrance.
Il est enterré à la Chapelle Royale de Dreux. Il meurt moins de 2 ans avant que son père ne devienne le roi Louis-Philippe 1er.

## Titulature
- 1er janvier 1820 - 22 septembre 1824 : Son Altesse sérénissime Charles d'Orléans, duc de Penthièvre, prince du sang de France ;
- 22 septembre 1824 - 25 juillet 1828 : Son Altesse royale Charles d'Orléans, duc de Penthièvre, prince du sang de France.

## Articles connexes

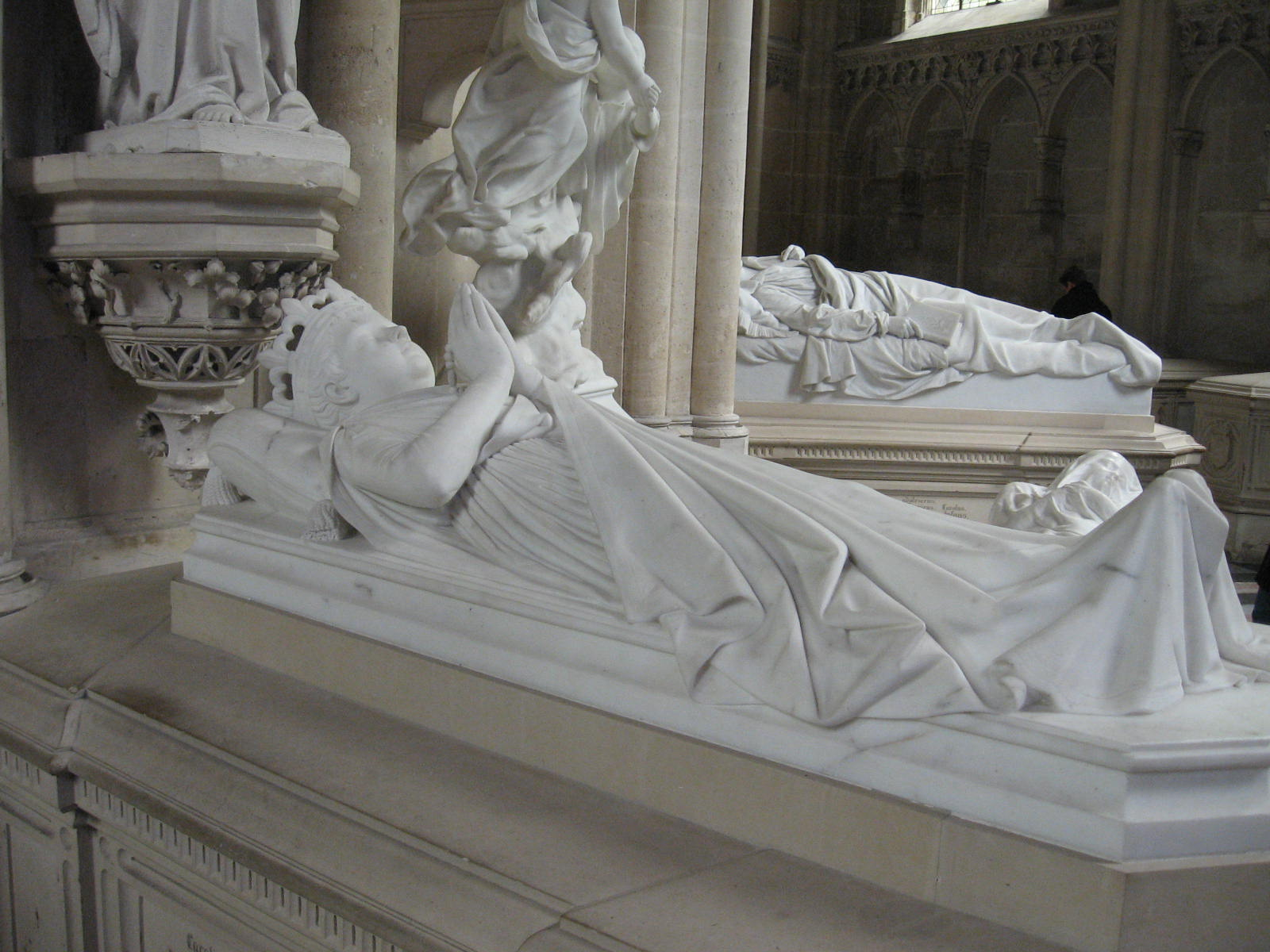
Gisant de Charles, à la chapelle royale de Dreux.